# بيت طلان (الطويلة)

تعديل مصدري - تعديل

بيت طلان هي إحدى قرى عزلة بني الخياط بمديرية الطويلة التابعة لمحافظة المحويت، بلغ تعداد سكانها 733 نسمة حسب تعداد اليمن لعام 2004.